# Gabriel Fauré
Gabriel Urbaín Fauré, francoski skladatelj, * 12. maj 1845, Pamiers, Ariège, Midi-Pyrénées (Francija), † 4. november, 1924, Pariz.

## Življenjepis
Gabriel Fauré se je rodil v Pamiersu blizu Fixa leta 1845 kot peti sin in najmlajši od šestih otrok Toussaint-Honoré Fauréja (1810-1885) in Marie-Antoinette-Hélène Lalène-Laprade (1809-1887. Mladi Fauré kaj je do četrtega leta živel pri rejnici. Ko je bil njegov oče imenovan za direktorja École Normale d'instituteurs - pedagoške fakultete v Montgauzy v bližini Foixa, se je leta 1849 Faure vrnil k svoji družini. Že kmalu se je pokazala fantova nadarjenost za glasbo in poslali so ga na École de Musique Classique et Religieuse (Šola za klasično in versko glasbo) v Parizu, v tako imenovano na Niedermeyerjevo šolo. Prvi učitelji so mu bili Clément Loret za orgle, Louis Dietsch za harmonijo, Xavier Wacken Thaler za kontrapunkt in fugo in Niedermeyer za klavir.
Ko je Niedermeyer marca 1861 umrl, je prevzel študij klavirja Camille Saint-Saëns in uvedel tudi sodobno glasbo. Fauré je med študijem osvojil številne nagrade, tudi premier prix za skladbo Cantique de Jean Racine, op. 11, najstarejše njegovo zborovsko delo. Julija 1865 je končal šolanje z diplomo Maître de Chapelle za orgle, klavir, harmonijo in kompozicijo.
Po končanem šolanju je januarja leta 1866 postal organist v cerkvi Saint-Sauveur v Rennesu v Bretanji, kjer je ostal štiri leta. V tem času je tudi poučeval klavir. S pomočjo Saint-Saensa je leta 1870 dobil delovno mesto pomočnika organista v cerkvi Notre-Dame de Clignancourt na severu Pariza. Tam je ostal le nekaj mesecev. Po izbruhu francosko-pruske vojne leta 1870 se je javil na služenje vojaškega roka. Sodeloval je pri obleganju Pariza in drugih krajev. Bil je odlikovan z Croix de Guerre. Po francoskem porazu je Fauré pobegnil v Rambouillet, kjer je živel eden od njegovih bratov, nato pa odpotoval v Švico, kjer je prevzel poučevanje na École Niedermeyer. Po končanih bojih se je vrnil v Pariz in bil najprej organist pri Svetem Sulpiciju oziroma drugi korski mojster ob slavnem organistu Jeanu-Marii Widorju (med obhajilom sta vsak pri svojih orglah rada tekmovala v improvizaciji, ne da bi kdo v cerkvi uganil, za kaj gre). Leta 1877 je postal vodja zbora v cerkvi Madeleine in leta 1896 organist v tej cerkvi, kamor se je k nedeljski maši hodil kazat cvet pariške visoke družbe.
S skromno plačo orglavca ni mogel shajati in je privatno poučeval klavir in harmonijo, kar ga je odtegovalo od komponiranja. Fauré je bil ustanovni član Société Nationale de Musique, ustanovljena je bila v februar 1871 pod skupnim predsedstvom Romaina Bussineja in Saint-Saëns, v njej so spodbujali novo francosko glasbo. Drugi člani so bili še Georges Bizet, Emmanuel Chabrier, Vincent d'Indy, Henri Duparc, César Franck, Édouard Lalo in Jules Massenet. Fauré je leta 1874 postal tajnik društva.  Veliko njegovih del je bilo prvič predstavljenih prav na koncertih društva.
Leto 1877 je bilo za Fauréja pomembno tako profesionalno in osebno. V januarju je bila z velikim uspehom izvedena pri Societe Nationale njegova prva violinska sonata, ki predstavlja prelomnico v njegovi skladateljski karieri. V juliju se je zaročil s Pauline Viardot's, hčerjo Marianne, ki jo je globoko ljubil. Na njegovo veliko žalost, je zaroko v novembru 1877 prekinila iz neznanih razlogov. Saint-Saëns ga je odpeljal v Weimar in mu predstavil Franza Liszta. V letu 1878 potuje po Nemčiji in Angliji in spoznava Wagnerjevo glasbo.
Leta 1883 se Fauré poroči z Marie Fremiet, hčerjo znanega kiparja Emmanuela Fremieta. Imela sta dva sinova. Prvi, rojen leta 1883, Emmanuel Fauré-Fremiet, je postal biolog z mednarodnim ugledom, drugi Philippe, rojen leta 1889, je postal pisatelj. Med drugim je napisal tudi biografijo svojega očeta in dedka. Že od starosti trideset let dalje je trpel za depresijo, ki je bila še posebej prisotna leta 1890, ko ga je prijatelj Winnaretta de Scey-Montbéliard povabil v Benetke, da bi si opomogel. V tem času je začel strastno zvezo z Emmo Bardac, ki ga je navdihnila, da je začel ponovno ustvarjati. Napisal je cikel pesmi La bonne chanson in suito Dolly za klavirski duet.
Da bi preživljal družino je moral privatno poučevati klavir in harmonijo. Šele leta 1896 je dobil ugledno mesto profesorja kompozicije na pariškem konservatoriju, kjer je bil mentor kasneje slavnim skladateljem, kot so Maurice Ravel, Lili Boulanger, Nadia Boulanger, George Enescu in drugi. Leta 1903 je postal glasbeni kritik pri časniku Figaro. Leta 1905 in ponovno 1910, je postal ravnatelj Konservatorija in radikalno spremenil upravo in kurikulum. V tem času si je tudi gmotno opomogel, zato je imel več časa za komponiranje. Prosti čas je običajno ustvarjalno preživljal ob kakšnem od švicarskih jezer.
S svojim učencem Ravelom je leta 1909 ustanovil Neodvisno glasbeno družbo (Société Musicale Indépendante).
Leta 1911 se pri Fauéju pojavi težava z naglušnostjo in popačenjem zvoka. Prva svetovna vojna ga je ujela v Nemčiji, iz katere mu je uspelo priti v Švico in od tam v Pariz. Leta 1920, v starosti 75 let, se je Fauré upokojil zaradi čedalje večje gluhosti in krhkosti. V tem leti je prejel odlikovanje Légion d'honneur. Fauré je umrl v Parizu 4. novembra 1924 zaradi pljučnice, v starosti 79. Dobil je državni pogreb na Église de la Madeleine in je pokopan na pokopališču Passy v Parizu.

## Dela
V zgodnjih letih je poleg sakralnih skladb ustvaril vrsto samospevov po pesniških besedilih Victorja Hugoja in Charlesa Baudelaira. Izvajali so jih v pariških literarnih salonih, kjer je bil družabni in dobrodušni skladatelj cenjen gost. Zaslovel je šele v zrelih letih s svojim znamenitim Rekviemom (dokončan 1890). Njegova pomembnejša dela so:
- Rekviem, op.48
- Penelope, opera
- Masques et Bergamasques, orkestrska suita
- Peleas in Melisanda, (Pelléas et Mélisande), programska glasba

Skomponiral je tudi mnogo komornih skladb: 2 klavirska kvarteta, 2 klavirska kvinteta, 2 sonati za violončelo in klavir, dve sonati za violino in klavir, več solističnih klavirskih skladb. Znan je tudi po vokalni glasbi, po pesmih kot so Clair de lune, Après un rêve, Les roses d'Ispahan, En prière, in drugih.